# Советіш геймланд
Советіш геймланд (їд. סאָוועטיש הײמלאַנד — «Радянська Батьківщина») — щомісячний радянський літературно-художній і громадсько-політичний журнал мовою їдиш. Орган Спілки письменників СРСР. Виходив у Москві з 1961 по 1991 рік. Редактором журналу був Вергеліс А. В журналі друкувалися проза, поезія, художні нариси, репортажі, рецензії єврейських радянських письменників, які працювали у різних республіках СРСР. 
«Советіш геймланд» публікував переклади творів з мов народів СРСР, а також твори так званих «прогресивних» єврейських письменників різних країн світу. В журналі друкувалися статті про радянський спосіб життя, матеріали, спрямовані проти ідеологій, що характеризувалися за радянщини як реакційні й ворожі тощо. Як додаток виходила бібліотечка журналу.
За даними радянської публіцистики, у 1980-х роках наклад журналу в десять разів перевищував наклад будь-якого єврейського журналу в країнах Заходу.